# Yangtze
Yangtze (揚子江,  Yángzǐ Jiāng ?) / Chang Jiang (長江,  Cháng Jiāng ?) eller Yangtze Kiang er en flod i Kina. Yangtze er 6.300 km lang og dermed Kinas og Asiens længste flod. Den udspringer i det vestlige Kina i Kunlun Shan bjergene (som henholdsvis Toutou og Tongtian). Flodløbet begynder vest for Tuotuohe i Qinghai, fortsætter gennem Yunnan, Sichuan, Chongqing , Hubei, Anhui, Jiangsu og Shanghai til det Gule Hav. Afvandingsområdet er 1.960.000 km². Flodmundingen er 190 km lang.